# Mantongouiné
 (septembre 2016).
Améliorez-le ou discutez des points à vérifier. 
 (janvier 2015).
Mantongouiné est un village situé dans le département de Danané dans la région des Dix-Huit Montagnes, à l'ouest de la Côte d'Ivoire.
Mantongouiné est un grand village d'environ 3 000 habitants à majorité Yacouba, l'une des 70 ethnies du pays. On y trouve aussi des populations allogènes : Malinkés, Guinéens, Mossis originaires du Burkina Faso et des maliens. Il est situé à 3 km de l'axe principal entre Abidjan et Danané derrière les villages de Monleu et Flampleu. Mantongouiné se trouve à 12 km de Danané et à 700 km d'Abidjan, la capitale économique de la Côte d'Ivoire.

## Histoire

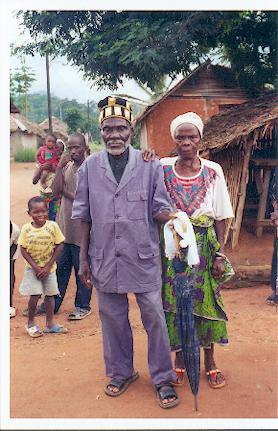
Gouet Batigeu, chef traditionnel du village et une habitante du village

Comme dans toute l'Afrique noire, l'histoire de Mantongouiné se transmet de génération en génération de façon orale. Ainsi aux dires des anciens, les premiers habitants du village viendraient de Sipilou (Département de Biankouma), à la frontière guinéenne. Ayant fui les guerres de Samory Touré, ceux-ci trouvèrent refuge dans les montagnes du canton OUA avant de s'installer finalement sur le site actuel de Mantongouiné.
Selon la tradition orale, le dénommé Beutoueu, considéré comme le fondateur et propriétaire du village fut le premier à s'installer sur le site actuel du village. Ce n'est que plus tard qu'il fut rejoint par un groupe d'autres fuyards de la guerre de Samory. En effet celui-ci, après avoir réussi les premiers champs de riz et de manioc, fit appel à ses autres compatriotes qui s'étaient installés en hauteur sur la montagne Aha pour leur dire que son site était bien fertile, sécurisé et surtout proche des commodités telles les points d'eau. Il fut rejoint par les parents des frères Taha et Mieu, ensuite vinrent les gens qui forment aujourd'hui Gbéhéleu, Bialeu et Zonhonleu. Ce sont toutes ces personnes qui ont formé les sept quartiers qui composent le village de nos jours. C'est d'ailleurs la raison pour laquelle les ressortissants de Beutoueukôleu sont considérés comme les « propriétaires du village ».

## Géographie
Mantongouiné est situé dans le département de Danané dans la région des Dix-Huit Montagnes. Le village est situé à 3 km de l'axe principal Abidjan-Danané, derrière les villages de Monleu et Flampleu. Mantongouiné se trouve à 12 km de Danané et à 700 km d'Abidjan. C'est l'un des plus gros villages du canton Oua qui en compte une trentaine. Il est situé dans le sous-canton de Zioleu.
Mantongouiné est situé en pleine forêt au bas de la montagne Lonhon et de la montagne Doueu. La végétation est verdoyante en saison des pluies de juin à août où il peut pleuvoir souvent pendant toute une semaine du matin au soir. Plusieurs rivières entourent le village dont la rivière Goueusseguigni que l'on traverse après la limite de Flampleu, le village voisin. À l'entrée du village, un pont permet le passage de la rivière Douê qui entoure de moitié le village d'ouest au sud. À l'est du village coule la rivière Bahayi. Enfin au nord du village se trouve la source de l'ancien village, le younun. On trouve également une source d'eau, le gôho.
Mantongouiné est situé à la lisière de la forêt. Les seuls villages situés derrière Mantongouiné se trouvent à une trentaine de kilomètres après une forêt tropicale classée site national réservé. Aucune route nationale ni communale n'y passe; seules des pistes entre les campements et les routes tracées par les exploitants forestiers sont utilisées.

## Village traditionnelyacouba

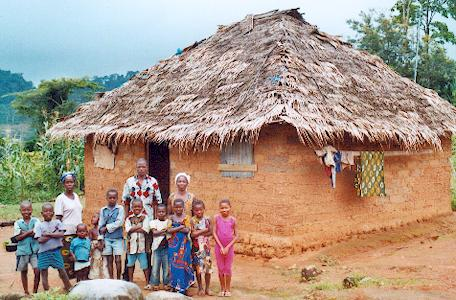
Maison traditionnelle avec une toiture couverte de papots

Les maisons du village sont des constructions pour l'essentiel de formes traditionnelles. Les cases rondes couvertes de pailles ou de papots sur le toit et de banco sur le mur et les maisons traditionnelles de formes rectangulaires constituent l'architecture du village. Avec la modernisation, on y trouve quelques rares maisons en briques dures avec une toiture couverte de tôles ondulées. Plusieurs petites ruelles bien tracées quadrillent le village et une rue principale divise Mantongouiné en deux. Le village regroupe sept quartiers ou clans dont les membres sont liés entre eux par les mêmes ancêtres. Les quartiers sont nommés : Bialeu, Gbéleu Le Haut, Gbéleu Le Bas, Mieukoleu, Kpankoleu, Zonhonleu, Beutoueukoleu. Comme dans toutes les sociétés traditionnelles africaines, les habitants de chaque quartier forment un clan. En général ils ont un même et unique ancêtre qui a donné son nom au quartier. Ce qui fait que ceux-ci sont des frères et sœurs de même sang et il leur est strictement interdit de se marier entre eux, car considéré comme incestueux. Ceux qui le font doivent être purifiés sinon ils risquent la malédiction.
Cependant les habitants d'un quartier peuvent se marier avec ceux d'un autre quartier avec lequel ils n'ont aucun lien de fraternité ou aucun totem en commun. À Mantongouiné, seuls les habitants des quartiers de Mieukoleu et Kpankoleu et ceux de Gbéleu le bas et Gbéleu le haut ne peuvent se marier entre eux. Car les deux fondateurs des deux premiers quartiers étaient des frères de même père et même mère. Mais Mieu, le plus jeune des deux frères, a fui les histoires à répétition de son ainé Kpan pour s'installer seul dans son campement, qui a formé son clan aujourd'hui. D'origine guerrière et royale, ceux-ci sont les seuls à prendre la chefferie à Mantongouiné depuis sa création jusqu'à nos jours. Leur signe de royauté est leur totem le lion et tous les félidés carnivores associés. Quant aux habitants des deux Gbéleu, ce sont des frères d'un même clan qui se sont déplacés dans le village pour former deux clans ou quartiers.

## Culture
Comme tous les villages de Côte d'Ivoire, Mantongouiné vit essentiellement de l'agriculture. Les principaux produits agricoles d'exportation de Mantongouiné sont le café, le cacao et la kola. Chaque année, Mantongouiné seul fournit quelques milliers de tonnes des deux premiers produits. Mantongouiné est un véritable grenier pour la ville de Danané qui est le chef-lieu du département comme le montre le flot de voitures et de commerçantes qui s'y rendent tous les samedis soir pour l'achat des produits vivriers. On y trouve le riz, le manioc, la banane plantain, les patates, le tarot, les légumes(aubergine, piment vert, gombo) et la banane douce, les fruits tels l'orange, la mandarine, le citron, etc.
Toute la production du village reste biologique car la pauvreté ne permet pas aux villageois d'acquérir de l'engrais chimique dont les prix restent exorbitants. La chasse est très bien développée à Mantongouiné et le gibier ou viande de brousse constitue l'un des éléments essentiels de l'alimentation du village. Mantongouiné doit d'ailleurs sa renommée de grenier de Danané en partie grâce à la chasse. Chaque samedi soir, les villageois viennent des champs ou campements avec le gibier chassé au fusil ou pris au piège dans la forêt ou dans les champs de riz ou de manioc. On y trouve de l'agouti, du hérisson, de la biche, de la gazelle, du singe, du rat, de la perdrix, des chauve-souris, etc.

## Traditions
Mantongouiné regorge de nombreux groupes de danses et de masques traditionnels. La culture des peuples de l'ouest de la Côte d'Ivoire en général, et yacouba en particulier, est une culture de masques. Ainsi, à Mantongouiné, il y a plusieurs groupes de masques : les masques sacrés et protecteurs du village tels que le Guéhé Gbonh, le Guéhé Doueu, le Guéhé Tanon qui s'occupent de la protection mystique et sécuritaire de Mantongouiné en cas d'attaque extérieure.
Les masques sacrés Binty, Guian et Chacha Ponnun sortent à des occasions exceptionnelles de décès de grandes personnalités du village ou lors d'une cérémonie de circoncision. Seuls les hommes circoncis et initiés peuvent le voir. Il est strictement interdit à une femme de le voir. Dans le cas contraire, celle-ci est maudite et doit payer une forte amende. Du côté des femmes, un masque sacré féminin appelé Köhn sort exceptionnellement lors de la sortie ou de la cérémonie d'excision des jeunes filles. Aucun homme n'est habilité à le voir. Dans le cas contraire, une amende, voire une malédiction lui est prononcée.
Le masque pompier Sagbé s'occupe d'éteindre le feu pendant la saison sèche de février à mai. Pendant les fêtes de réjouissance telle que la sortie de circoncision des jeunes garçons ou l'excision des jeunes filles, des masques tels que le très populaire Guéhé Droho, le Gbaha, le Gbavian, le Guéhé fêh ou même le masque sportif de course dénommé le biaouleu Guéhé animent le village. L'un des plus populaires masques de course est le Guéhé Laha.
Les danses traditionnelles telles que le Vouné, le Kohntan, le Bilé, le Kpeunan sont pratiquées. À la tombée de la nuit, les enfants jouent et chantent au clair de la lune au son des chants et danses du Béhnzoualé. Il y a aussi une fanfare moderne dirigée par Gouet Jean Ferdinand. Toutes ces danses et masques traditionnels font de Mantongouiné un village très populaire non seulement dans le canton Oua mais aussi dans le département de Danané.
D'ailleurs toutes les occasions donnent lieu à des fêtes grandioses à Mantongouiné. Les cérémonies de circoncision de jeunes garçons, d'excision de jeunes filles, les funérailles, les fêtes de Noël et du nouvel an et surtout les semaines culturelles organisées souvent par l'association des jeunes du village et celles des filles ressortissantes du village sont les fêtes régulières qui rythment la vie locale. Mantongouiné signifiant « sur la montagne des amoureux », l'amour reste donc l'un des slogans favoris de Mantongouiné.

## Infrastructures
Mantongouiné est un village moderne et électrifié depuis 1988. On y trouve deux écoles primaires de six classes chacune ainsi que des bars, des maquis (restaurants), des commerces (boutiques) et un marché non couvert. Le jour du marché officiel est le samedi mais on peut y voir des étals de marchandises tous les jours de la semaine.
Mantongouiné, avec l'aide de la Croix-Rouge a commencé la construction d'un dispensaire et une maternité. Des fontaines (pompes d'eau creusées dans la nappe phréatique) constituent la source d'eau potable du village. Bien qu'il ne soit pas couvert par les lignes téléphoniques, Mantongouiné vient de découvrir sur les hauteurs de la montagne Bôhô qu'il pouvait capter le téléphone portable. Un contact direct est désormais établi entre le village et le monde entier. Ce qui permet aux villageois de communiquer avec les ressortissants du village tant à Abidjan qu'en Europe.